# Rubrius ululus
Espèce
Rubrius ululus est une espèce d'araignées aranéomorphes de la famille des Macrobunidae.

## Distribution
Cette espèce est endémique de la région des Lacs au Chili,. Elle se rencontre vers Puyehue.

## Description
La femelle holotype mesure 10,3 mm.

## Systématique et taxinomie
Cette espèce a été décrite par Roth en 1967.

## Publication originale
- Roth, 1967 : « A review of the South American spiders of the family Agelenidae (Arachnida, Araneae). » Bulletin of the American Museum of Natural History, no 134, p. 297-346 (texte intégral).